# Ernst Valdemar Antevs
Ernst Valdemar Antevs (* 1888 in Vartofta, Schweden; † 19. Mai 1974 in Globe, Arizona, Vereinigte Staaten) war ein schwedisch-US-amerikanischer Paläobotaniker (Palynologie), Archäologe und Geologe (Paläoklimatologie, Geochronologie, Quartärgeologie).

## Leben
Antevs wurde 1917 an der Universität Stockholm promoviert und war ein Schüler von Gerard Jakob De Geer, dem Begründer der Warvenchronologie. Sie gibt Aufschluss über Klimaänderungen in der Vergangenheit. Er war 1918 mit De Geer in Spitzbergen und erstellte ab 1920 Warvenprofíle in Nordamerika und dehnte so De Geers Arbeit über Schweden hinaus aus. 1922 untersuchte er auf Einladung von J. C. Merriam für die Carnegie Institution die Geschichte der ehemaligen Seen Lake Bonneville und Lake Lahontan sowie des Mono Lake. Dabei begann er sich für Archäologie zu interessieren und untersuchte auf Einladung von Edgar B. Howard 1934 die Clovis-Kultur in Clovis (New Mexico) und 1936 auf Einladung von Harold S. Gladwin die Gila-Pueblo-Kultur. Er zog mit seiner Frau nach Globe (Arizona) und konzentrierte seine Arbeit (Seengeschichte, Warven, Archäologie) auf den Westen und Südwesten Nordamerikas. 1948 veröffentlichte er eine für die nordamerikanische Archäologie wichtige Klima-Chronologie basierend auf Warven- und geomorphologischen Studien im Great Basin. Aus Gesundheitsgründen gab er im Laufe der 1950er Jahre die Feldstudien auf und wurde Mitarbeiter des Geochronologie-Labors der University of Arizonal auf dem Tumamoc Hill.
Er wurde 1939 US-amerikanischer Staatsbürger. Ihm zu Ehren benannt ist der Antevs-Gletscher in der Antarktis.

## Schriften
- Climatic Changes and Pre-White Man. The Great Basin, with emphasis on glacial and postglacial times.University of Utah Bulletin, Vol. 38, No. 20, Salt Lake City, (1948). S. 168–191.
- Postglacial Climatic History of the Great Plains and Dating the Records of Man. Proceedings of the Sixth Plains Archeological Conference, 1948. University of Utah. Published October, (1950). S. 46–50.
- Cenozoic Climates of the Great Basin, Geologische Rundschau, 40, 1952, S. 94–108
- On the Pleistocene history of the Great Basin. Carnegie Institution of Washington, Publication No. 352, (1925). S. 51–114.
- The glacial Great Lakes, Home Geographic Monthly, Vol. 1, (1932). S. 38–43.
- Late-Glacial Clay Chronology of North America. The Smithsonian Report for (1931). S. 313–324.
- The Swedish species of Ptilozamites NATHORST. Kungl. Svenska Vetenskapsakademiens Handlingar Ny Följd, Band 51, 10, S. 1–19, 1914, 3 Tafeln, Uppsala & Stockholm
- Lepidopteris ottonis (GÖPP.) SCHIMP. und Antholithus zeilleri NATHORST. Kungl. Svenska Vetenskapsakademiens Handlingar Ny Följd, Band 51, 1914, S. 1–18, 3 Tafeln, Uppsala & Stockholm
- Die Gattungen Thinnfeldia ETT. und Dicroidium GOTH. Kungl. Svenska Vetenskapsakademiens Handlingar Ny Följd, Band 51, 1914, S. 1–71, 5 Tafeln, Uppsala & Stockholm